# Pedregal Moctezuma 1.ª Sección (Ranchería)
Pedregal Moctezuma 1.ª Sección es una localidad del municipio de Huimanguillo ubicado en la subregión de la Chontalpa del estado mexicano de Tabasco.

## Geografía
La localidad de Pedregal Moctezuma 1.ª Sección se sitúa en las coordenadas geográficas 17°33′26″N 93°38′42″O / 17.557222, -93.645000, a una elevación de 26 metros sobre el nivel del mar.

## Demografía
Según el Conteo de Población y Vivienda 2020, efectuado por el Instituto Nacional de Estadística y Geografía, la localidad de Pedregal Moctezuma 1.ª Sección tiene 97 habitantes, de los cuales 50 son del sexo masculino y 47 del sexo femenino. Su tasa de fecundidad es de 3.58 hijos por mujer y tiene 27 viviendas particulares habitadas.
| Gráfica de evolución demográfica de Pedregal Moctezuma 1.ª Sección entre 1910 y 2020 |
|                                                                                      |
| INEGI.                                                                               |